# Anna Pogoriła
Anna Aleksiejewna Pogoriła, ros. Анна Алексеевна Погорилая (ur. 10 kwietnia 1998 w Moskwie) – rosyjska łyżwiarka figurowa pochodzenia ukraińskiego, startująca w konkurencji solistek. Brązowa medalistka mistrzostw świata (2016), srebrna (2017) i dwukrotna brązowa medalistka mistrzostw Europy (2015, 2016), brązowa medalistka finału Grand Prix (2016), brązowa medalistka mistrzostw świata juniorów (2013), brązowa medalistka finału Junior Grand Prix (2012) oraz brązowa medalistka mistrzostw Rosji (2016).

## Osiągnięcia
| Zawody                                | 10–11          | 11–12          | 12–13          | 13–14          | 14–15          | 15–16          | 16–17          | 17–18          |                |                |                |                |                |                |                |                |                |
| Międzynarodowe                        | Międzynarodowe | Międzynarodowe | Międzynarodowe | Międzynarodowe | Międzynarodowe | Międzynarodowe | Międzynarodowe | Międzynarodowe | Międzynarodowe | Międzynarodowe | Międzynarodowe | Międzynarodowe | Międzynarodowe | Międzynarodowe | Międzynarodowe | Międzynarodowe | Międzynarodowe |
| ------------------------------------- | -------------- | -------------- | -------------- | -------------- | -------------- | -------------- | -------------- | -------------- | -------------- | -------------- | -------------- | -------------- | -------------- | -------------- | -------------- | -------------- | -------------- |
| Mistrzostwa świata                    |                |                |                | 4              | 13             | 3              | 13             |                |                |                |                |                |                |                |                |                |                |
| Mistrzostwa Europy                    |                |                |                |                | 3              | 3              | 2              |                |                |                |                |                |                |                |                |                |                |
| GP Finał Grand Prix                   |                |                |                | 6              | 4              |                | 3              |                |                |                |                |                |                |                |                |                |                |
| GP Cup of China                       |                |                |                | 1              |                | 4              |                |                |                |                |                |                |                |                |                |                |                |
| GP NHK Trophy                         |                |                |                |                |                | 9              | 1              |                |                |                |                |                |                |                |                |                |                |
| GP Rostelecom Cup                     |                |                |                |                | 2              |                | 1              |                |                |                |                |                |                |                |                |                |                |
| GP Skate America                      |                |                |                |                |                |                |                | WD             |                |                |                |                |                |                |                |                |                |
| GP Skate Canada International         |                |                |                |                | 1              |                |                | 9              |                |                |                |                |                |                |                |                |                |
| GP Trophée Eric Bompard               |                |                |                |                |                |                |                |                |                |                |                |                |                |                |                |                |                |
| CS Finlandia Trophy                   |                |                |                |                |                |                | 3              |                |                |                |                |                |                |                |                |                |                |
| CS Memoriał Ondreja Nepeli            |                |                |                |                |                | 2              |                |                |                |                |                |                |                |                |                |                |                |
| CS Mordovian Ornament                 |                |                |                |                |                | 1              |                |                |                |                |                |                |                |                |                |                |                |
| Międzynarodowe: Kategorie młodzieżowe |                |                |                |                |                |                |                |                |                |                |                |                |                |                |                |                |                |
| Mistrzostwa świata juniorów           |                |                | 3              |                |                |                |                |                |                |                |                |                |                |                |                |                |                |
| JGP Finał                             |                |                | 3              |                |                |                |                |                |                |                |                |                |                |                |                |                |                |
| JGP w Chorwacji                       |                |                | 3              |                |                |                |                |                |                |                |                |                |                |                |                |                |                |
| JGP w Niemczech                       |                |                | 1              |                |                |                |                |                |                |                |                |                |                |                |                |                |                |
| Krajowe                               |                |                |                |                |                |                |                |                |                |                |                |                |                |                |                |                |                |
| Mistrzostwa Rosji                     |                |                | 5              | 8              | 4              | 3              | 4              | WD             |                |                |                |                |                |                |                |                |                |
| Mistrzostwa Rosji juniorów            | 15 J           | 13 J           | 6 J            |                |                |                |                |                |                |                |                |                |                |                |                |                |                |
| Zawody drużynowe                      |                |                |                |                |                |                |                |                |                |                |                |                |                |                |                |                |                |
| Japan Open                            |                |                |                |                | 1 T 3 P        |                | 2 T 4 P        |                |                |                |                |                |                |                |                |                |                |